# Пэти, Уильям
Уильям Пэти (англ. William Charters Patey; р. 11.07.1953) — британский дипломат, а также президент футбольного клуба «Суиндон Таун».
Степень магистра искусств получил в шотландском университете Данди.
На службе в Форин-офис с 1975 года.
В 2002—2005 годах посол Великобритании в Судане.
В 2005—2006 годах посол Великобритании в Ираке.
В 2007—2010 годах посол Великобритании в Саудовской Аравии.
С 2010 года посол Великобритании в Афганистане.
Рыцарь-командор ордена Святого Михаила и Святого Георгия (2009).